# Địa lý Eswatini

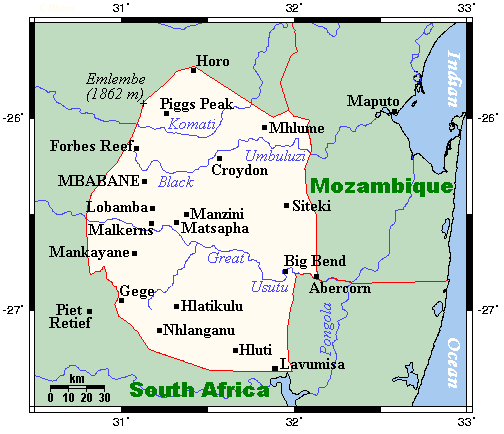
Bản đồ Eswatini

Eswatini là một quốc gia nhỏ, nội lục ở Nam Phi, nằm giữa Mozambique và Cộng hòa Nam Phi. Quốc gia này nằm ở tọa độ địa lý 26°30′N 31°30′Đ / 26,5°N 31,5°Đ. Diện tích của nó là khoảng 17.363 km vuông, 160 trong số đó là nước. Các khu vực chính của nước này là Hạ veld (Lowveld), Trung veld (Midveld) và Thượng veld (Highveld).

## Khí hậu
Khí hậu của Eswatini thay đổi từ nhiệt đới đến gần ôn đới. Các mùa ở đây đảo ngược với những mùa Bắc bán cầu với tháng 12 là giữa mùa hè và tháng sáu giữa mùa đông. Nói chung, mưa rơi chủ yếu trong những tháng mùa hè, thường ở dạng giông bão. Mùa đông là mùa khô. Lượng mưa hàng năm cao nhất trên Thượng veld ở phía Tây, từ 1.000 đến 2.000 mm (39,4 đến 78,7 in) tùy theo năm. Càng về phía Đông, mưa càng ít, với Hạ veld ghi nhận từ 500 đến 900 mm (19,7 đến 35,4 in) mỗi năm. Biến động về nhiệt độ cũng liên quan đến độ cao của các vùng khác nhau. Nhiệt độ tại đây ôn hòa và hiếm khi nóng một cách khó chịu trong khi Hạ veld có khí hậu ấm áp hơn, có thể ghi lại nhiệt độ khoảng 40 °C (104 °F) vào mùa hè.

Vị trí của Eswatini

Dưới đây là nhiệt độ trung bình tại Mbabane, theo mùa:

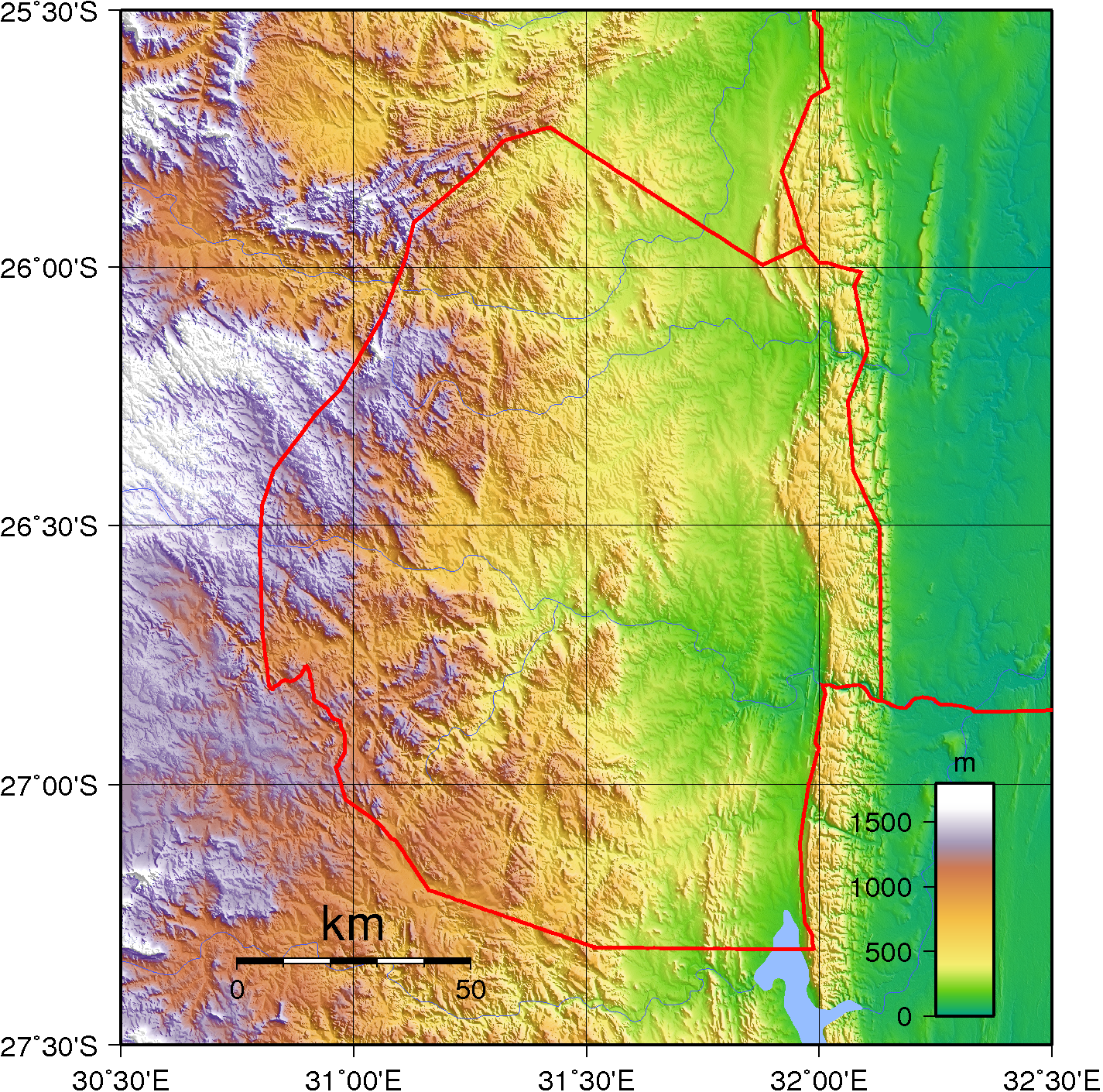
Bản đồ địa hình Eswatini.

| Mùa xuân | Tháng chín – Tháng mười   | 18 °C (64,4 °F) |
| Mùa hè   | Tháng mười một – Tháng ba | 20 °C (68 °F)   |
| Mùa thu  | Tháng tư – Tháng năm      | 17 °C (62,6 °F) |
| Mùa đông | Tháng sáu – Tháng tám     | 13 °C (55,4 °F) |

## Địa hình và thiên nhiên
Địa hình chủ yếu bao gồm núi và đồi, với một số đồng bằng có độ dốc vừa phải. Điểm thấp nhất là sông Đại Usutu, ở độ cao 21 mét, và cao nhất là núi Emlembe, ở độ cao 1.862 m. Là một quốc gia không giáp biển, Eswatini không có lãnh hải. Về biên giới trên bộ, đường biên giới với Mozambique dài 105 km và với Nam Phi dài 430 km.

### Tài nguyên thiên nhiên
Eswatini sở hữu các tài nguyên thiên nhiên sau: amiăng, than đá, đất sét, cassiterit, thủy điện, rừng, các mỏ vàng và kim cương nhỏ, đá mỏ, và đá tan. 670 km² đất của đất nước được tưới tiêu.
Bảng dưới đây mô tả việc sử dụng đất ở Eswatini:
| Sử dụng            | Phần trăm diện tích |
| ------------------ | ------------------- |
| Đất trồng trọt     | 9.77                |
| Trồng trọt dài hạn | 0.7                 |
| Khác               | 89.53               |